# Progressive Corporation
Die Progressive Corporation ist ein US-amerikanischer Versicherungskonzern mit Sitz in Mayfield Village, Ohio. Progressive ist einer der größten Anbieter von Sachversicherungen in den Vereinigten Staaten. Der Hauptfokus liegt vor allem auf Fahrzeug- und Gebäudeversicherungen.

## Geschichte
Das Unternehmen wurde am 10. März 1937 von Joseph Lewis und Jack Green als Progressive Mutual Insurance Company gegründet. Die beiden Anwälte richteten ihr Unternehmen von Beginn an auf das Geschäft mit Versicherungen für Kraftfahrzeuge aus. Seit 1971 werden Aktien des Unternehmens an der Börse gehandelt und 1987 überschritt Progressive mit seinen Erlösen aus Versicherungsprämien erstmals die Schwelle von einer Milliarde US-Dollar. Im Jahr 2016 fiel die Marke von 20 Milliarden Dollar.

## Aktionärsstruktur
Mit Stand vom 31. März 2025 waren folgende Hauptaktionäre bekannt:
| Aktionär                             | Anteile | Stand        | Anteile in % | Wert in USD    |
| ------------------------------------ | ------- | ------------ | ------------ | -------------- |
| Vanguard Group Inc                   | 54.02M  | Mar 31, 2025 | 9,22 %       | 13,075,715,907 |
| Blackrock Inc.                       | 52.65M  | Mar 31, 2025 | 8,98 %       | 12,742,212,389 |
| State Street Corporation             | 25.81M  | Mar 31, 2025 | 4,40 %       | 6,246,811,396  |
| JPMORGAN CHASE & CO                  | 18.04M  | Mar 31, 2025 | 3,08 %       | 4,365,504,962  |
| Geode Capital Management, LLC        | 15.21M  | Mar 31, 2025 | 2,59 %       | 3,681,868,084  |
| Bank of America Corporation          | 14.65M  | Mar 31, 2025 | 2,50 %       | 3,546,972,419  |
| Massachusetts Financial Services Co. | 13.48M  | Mar 31, 2025 | 2,30 %       | 3,263,302,273  |
| FMR, LLC                             | 11.65M  | Mar 31, 2025 | 1,99 %       | 2,819,419,804  |
| Morgan Stanley                       | 11.05M  | Mar 31, 2025 | 1,88 %       | 2,673,904,876  |
| Capital World Investors              | 8.81M   | Mar 31, 2025 | 1,50 %       | 2,131,225,797  |